# Storsjöodjuret

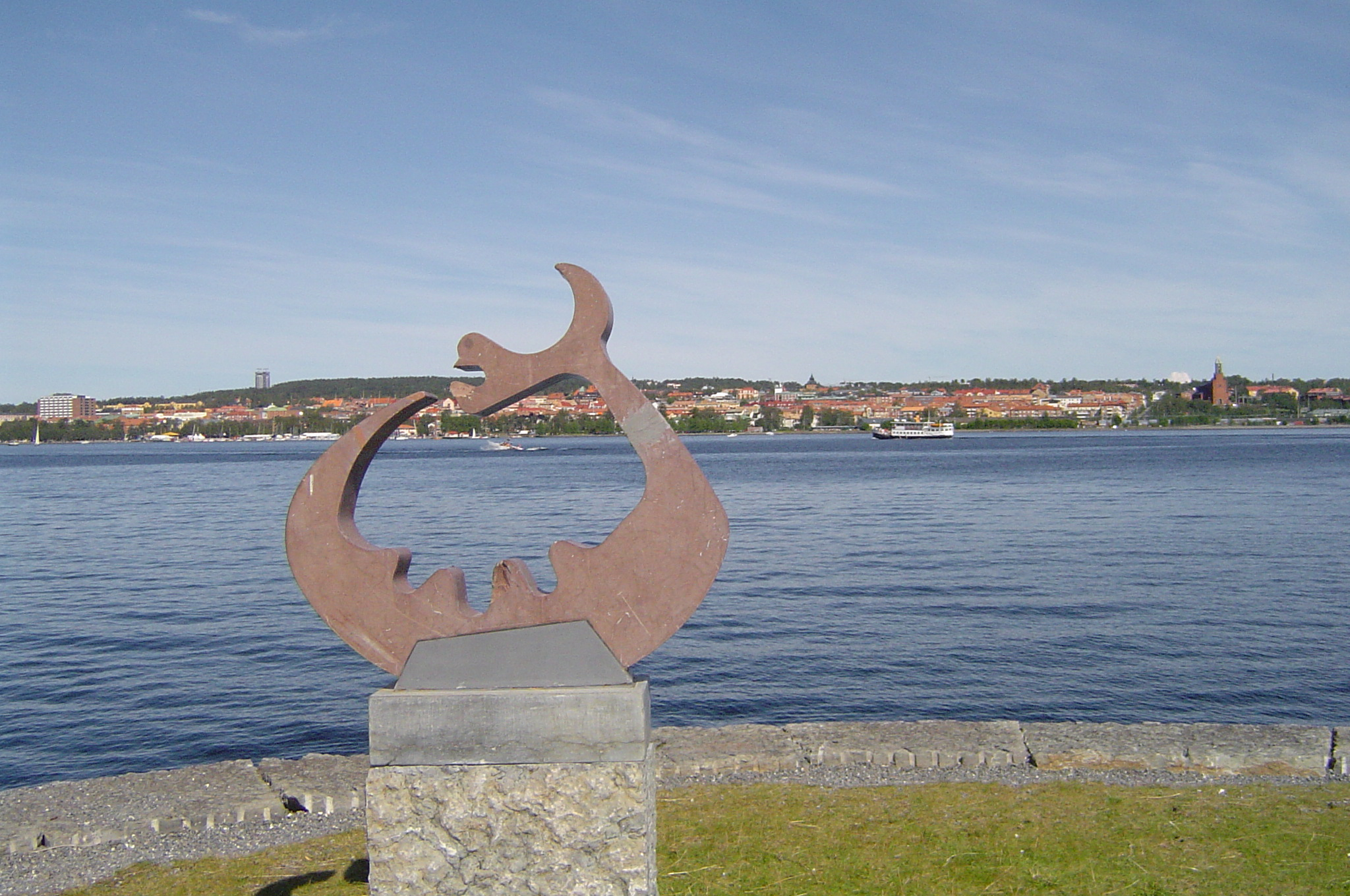
A Storsjöodjuret-szobra

A Storsjöodjuret (ejtsd: sztúrsőújűret) egy állítólagos tavi szörny, amely a 74 méter mély Storsjön (svédül: Nagy tó) nevű tóban él Észak-Svédországban, Jämtland tartományban. Az odjur szó szörnyet jelent, így a nevet Nagytavi Szörnynek fordíthatjuk. 

## A szörny alkata
A lény leginkább egy kígyóra vagy egy vízi hüllőre hasonlít, pikkelyes, kutyafejszerű feje van. A szemtanúk állítása szerint 6 méter hosszú, kígyószerű testével úszik a vízen.

## Története
A teremtmény első leírása 1635-ből való, a helybeliek szörnnyel kapcsolatos legendáit, megfigyeléseit ekkor írta le először Mogens Pedersen lelkész. A szörny a 19. században már valóságos szenzációnak számított Svédországban, maga II. Oszkár király is támogatta a lény elfogását, így bizonyítva létezését. Több mint százszor látták már a szörnyet a tóban, ám hitelt érdemlő tudományos bizonyíték eddig még nem került elő a szörny létezéséről. 
1986-ban Jämtland megye közigazgatási testülete a Storsjöodjuretet veszélyeztetett fajként határozta meg és védettséget írt elő a szörnyre. 2005-ben azonban egy próbaper révén lekerült a veszélyeztetett fajok listájáról a lény.

## Észlelések
- 1863 – M.P. Jöns Bromée egy kígyószerű lényt vett észre a tó partján. Mikor közelebb ért, a szörny becsusszant a tóba és kígyózó mozgással a víz felszínén haladva eltűnt.
- 1920 – Per Jönsson háromszor látta a Storsjöodjuretet. Nagy zöldesszürke színű testről számolt be, amely hullámszerűen mozgott és 100 méter úszás után eltűnt. Néhány nap után újból látta a Rödön-félszigetről.
- 1931 – A Storsjöodjuretet Anders Bergqvist és Jonas Hansson, megyei főügyész is észlelte. Arról számoltak be, hogy egy nagy „valami" mozgott a víz felszínén, mögüle pedig nagy hullámok indultak ki. A fejszerű tárgy, a lény feje csak mintegy 10 centiméterre emelkedett ki a vízből.
- 1947 – Anna Rahm beszámolója szerint a szörny 3 méter hosszú volt, elefántszürke színű, a feje nagy méretű volt, szélesre nyitotta ki a száját, fülei nagyok voltak. Nem hasonlított kígyóra.

## Vadászat a szörnyre
1894-ben társaságot alapítottak, számos csapdát, elfogószerkezetet építettek a szörny elfogására, ám ezen próbálkozások egyike sem járt eredménnyel. A társaság eredménytelensége után magánemberek kezdtek akcióba: télen a tó jegén léket vágtak és norvég bálnavadászokkal próbálták elkapni a szörnyet, akik disznókat helyeztek el csaliként horgokon a vízben. 